# Laurie Cunningham
Laurence "Laurie" Paul Cunningham, född 8 mars 1956 i Archway, London, död 15 juli 1989 i Madrid, Spanien, var en engelsk internationell fotbollsspelare. 
Cunningham slog med sin mjuka, oengelskt graciösa spelstil igenom i West Bromwich Albions habila lag i slutet på 1970-talet. Tillsammans med Cyril Regis var han under flera år en fruktad (och för sin hudfärg ofta hatad) målfarlig duo.
När han gick till Real Madrid blev han den första engelska spelaren i klubbens historia. Han var också en av de första mörkhyade spelarna att representera Englands landslag. Den förste var Viv Anderson.
Cunningham dog i en bilolycka i Spanien i juli 1989, endast 33 år gammal.

## Meriter
Real Madrid
- La Liga (1): 1980
- Copa del Rey (2): 1980, 1981

Wimbledon
- FA-cupen (1): 1988